# Xarxet marbrenc
El xarxet marbrenc o la rosseta (Marmaronetta angustirostris) o alena és un ocell de l'ordre dels anseriformes, una mica més gros que el xarxet comú.

## Morfologia
- Fa 38-40 cm de llargària.
- El plomatge és de colors somorts, bru amb taques blanques, tant en mascles com en femelles. És l'únic dels xarxets catalans on el mascle no presenta un color cridaner que el diferencïi de la femella.[2]
- No té mirallet.
- El mascle mostra una mena de cresta a l'estiu.[3]

## Distribució geogràfica
Habita part d'Àsia (Iran, Turquia, Armènia, Azerbaidjan i Iraq), a l'Àfrica del Nord i al sud de la península Ibèrica (maresmes del Guadalquivir), i apareix accidentalment a la resta d'Europa. És comú al sud del País Valencià, especialment al Fondo d'Elx-Crevillent, i al delta de l'Ebre.

## Costums
És una espècie gregària.